# Molophilus binnaburra
Molophilus binnaburra är en tvåvingeart som beskrevs av Günther Theischinger 1988. Molophilus binnaburra ingår i släktet Molophilus och familjen småharkrankar. Inga underarter finns listade i Catalogue of Life.